# Suka Jaya Pertak III
Suka Jaya Pertak III is een bestuurslaag in het regentschap Banyuasin van de provincie Zuid-Sumatra, Indonesië. Suka Jaya Pertak III telt 408 inwoners (volkstelling 2010).